# Nerea Pena
Nerea Pena (Pamplona, 1989. december 13. –) világ-és Európa-bajnoki ezüstérmes spanyol válogatott kézilabdázó, irányító, a norvég Vipers Kristiansand játékosa.

## Pályafutása

### Klubcsapatokban
Pena az Itxako Navarra játékosaként négy spanyol bajnoki címet szerzett, illetve 2009-ben EHF-kupát nyert. Abban a szezonban az EHF-kupában csapatának egyik leggólerősebb játékosa volt 18 évesen, 33 gólt szerzett. Csapatával ezt követően már a Bajnokok ligájában szerepelhetett. Az Itxako Navarrában töltött utolsó évében, 2012-ben érte el a csapat legnagyobb sikerét, amikor Bajnokok ligája döntőbe jutott, Pena azonban a szezon véghajrájában már nem léphetett pályára, mert egy februári mérkőzésen súlyos térdsérülést szenvedett.
Pena 2012 tavaszától a Ferencvárosi TC női kézilabda csapatának tagja. A zöld-fehéreknél már első évében Szabella-kupát és Szuperkupát nyert.
2013. február 10-én a Zvezda Zvenyigorod elleni Bajnokok Ligája mérkőzésen megsérült a korábban műtött térde: jobb térdében elszakadt az elülső szalag. Ennek következtében a 2012–2013-as szezonban már nem léphetett többet pályára.
Tagja volt a 2014–2015-ös szezonban magyar bajnok csapatnak, ebben a kiírásban 163 góljával gólkirály lett.
2019 márciusában hivatalossá vált,hogy Pena hét évet követően elhagyja a Ferencvárosi TC csapatát és a szintén magyar Siófok KC-ban folytatja a pályafutását.
Miután a Balaton-parti csapatnál 2020 októberében fegyelmi vétség miatt felfüggesztették a játékjogát, 2020. november 12-én szerződést bontott a klubbal. Nem sokkal később a dán Team Esbjerg bejelentette a szerződtetését.
2021. február 18-án hivatalossá vált, hogy Pena számára ennyi volt az esbjergi kaland, ugyanis 2021 nyarától a norvég Vipers Kristiansand játékosa lesz. A kézilabdázónőt főleg a fiatal tehetség, Henny Reistad távozása miatt igazolta le a norvég klub.

### A válogatottban
A spanyol válogatott színeiben részt vett a 2010-es női kézilabda-Európa-bajnokságon, ahol a csapat 11. helyen végzett, azonban Penat beválasztották az All Star-csapatba. 2011-ben a válogatottal bronzérmes lett a brazíliai világbajnokságon.
2014-ben csapatával ezüstérmes lett az Európa-bajnokságon.
2019-ben szintén ezüstérmes lett Spanyolországgal a világbajnokságon, miután a döntőben 30–29-re kikaptak Hollandiától.

## Sikerei, díjai
- Magyar bajnok (2015)
- Magyar bajnoki ezüstérmes (2013, 2014, 2016)
- Magyar kupa-ezüstérmes (2013, 2014, 2015)
- Magyar kupa-aranyérem (2017)
- Bajnokok Ligája győztes (2022)

## Egyéni elismerései
- 2010-ben beválasztották az Európa-bajnokság All Star-csapatába.
- 2015 februárjában megkapta a 2014-es év legjobb navarrai női sportolójának járó díjat.[11]
- A magyar bajnokság gólkirálya: 2015